# Лівшиць Бенедикт Костянтинович
Бенедикт Костянтинович (Наумович) Лівшиць (25 грудня 1886 (6 січня 1887), Одеса — 21 вересня 1938, Ленінград) — російський поет, перекладач і дослідник футуризму. Єврей.

## Біографія
Лівшиць народився в асимільованій єврейській сім'ї в Одесі. Вивчав право в одеському університеті, потім перевівся до Київського університету, який закінчив 1912 року. Згодом був призваний до російської армії, служив у вісімдесят восьмому піхотному полку. 1914 року, з початком Першої світової війни, був мобілізований і служив у піхоті, нагороджений Георгіївським хрестом.
Його перші вірші були опубліковані в антології сучасної поезії (Київ) 1909 року. У 1910 році Лівшиць працював на Сергія Маковського.
Разом з Володимиром Бурлюком, Давидом Бурлюком, Володимиром Маяковським, Василем Каменським, і Олександрою Екстер він був членом футуристичної групи «Гілея».
1933 року опублікував книгу спогадів, «рос. Полутораглазый стрелец», що вважається одним з найкращих в історії російського футуризму. У 1934 році опублікував велику книгу перекладів з французької поезії, від романтизму до сюрреалізму.
1937 року під час Великої Чистки його заарештували й стратили 21 вересня 1938 як «ворога народу». Його досьє було сфальсифіковано, щоб заявити, що він помер від серцевого нападу 15 травня 1939.